# NBA 2K15
NBA 2K15 är ett basketspel utvecklat av Visual Concepts och utgivet av 2K Sports. Spelet är det sextonde i NBA 2K-serien, och släpptes den 7 oktober 2014 i Nordamerika till Microsoft Windows, Xbox One, Xbox 360, Playstation 3 och Playstation 4. Kevin Durant i Oklahoma City Thunder, pryder ensam spelomslaget.

### Fotnoter
1. ↑  http://www.nba2k.org/2014/07/nba-2k15-official-box-art-cover-revealed.html